# فيالوفورا
الفيالوفورا أو الفائِلِيَّة هو جنس فُطْريات من فصيلة الخصفاوات من رتبة الطوقيات.

## روابط خارجية
- Phialophora في المكتبة الوطنية الأمريكية للطب نظام فهرسة المواضيع الطبية (MeSH).